# فلورا (تيتيان)
فلورا هي لوحة زيتية رسمها تيتيان في عام 1515 على الأرجح، اللوحة حالياً ضمن مقتنيات معرض أوفيزي في فلورنسا.